# Lynne Frederick
Lynne Maria Frederick (Hillingdon, 25 luglio 1954 – Los Angeles, 27 aprile 1994) è stata un'attrice inglese.

## Biografia
Iniziò la carriera cinematografica nel 1970. I primi personaggi da lei interpretati furono la principessa Tatiana, figlia dello Zar Nicola II in Nicola e Alessandra (1971), e Caterina Howard in Tutte le donne del re (1972). Si fece notare poi nei ruoli di Lucy ne Il meraviglioso Mr. Blunden (1972), nel ruolo di una teen-ager in La regina dei vampiri (1972) e in Fase IV: distruzione Terra (1974) di Saul Bass, oltre che nei panni di una rifugiata ebrea in La nave dei dannati (1976), film tratto da una storia vera. A dispetto delle buone recensioni ottenute per le sue prime interpretazioni, e malgrado venisse definita come un talento promettente, la carriera della Frederick entrò rapidamente in una fase di stallo.
Divenuta la quarta e ultima moglie dell'attore Peter Sellers, fu per questo criticata da chi vedeva in lei un'opportunista, mentre altri riconobbero che Sellers fosse conosciuto come dongiovanni e l'avesse insistentemente corteggiata. Quando Sellers morì improvvisamente nel 1980 per un attacco cardiaco, Lynne ereditò praticamente tutto il patrimonio del marito, stimato in 4,5 milioni di sterline. Sellers lasciò ai suoi due figli, avuti con l'attrice Ann Howe, solamente 800 sterline a testa. Successivamente la Frederick ottenne un risarcimento di 1,5 milioni di dollari a seguito di una causa legale intentata contro gli autori del film postumo Sulle orme della Pantera Rosa (1982), sostenendo che la pellicola infangasse la memoria del suo defunto marito.
Lynne Frederick morì il 27 aprile 1994 a Los Angeles, California, per le conseguenze dell'alcolismo e del consumo di droghe.

## Vita privata
Si sposò tre volte: con l'attore Peter Sellers dal 18 febbraio 1977 fino alla morte di lui, avvenuta il 24 luglio 1980. Il 25 gennaio 1981 si risposò con David Frost, dal quale divorziò l'anno seguente e infine dal dicembre 1982 fino al 1991 fu sposata con Barry Unger, dal quale ebbe una figlia, Cassie.

## Filmografia

### Cinema
- 2000: la fine dell'uomo (No Blade of Grass), regia di Cornel Wilde (1970)
- Nicola e Alessandra (Nicholas and Alexandra), regia di Franklin Schaffner (1971)
- Tutte le donne del re (Henry VIII and His Six Wives), regia di Waris Hussein (1972)
- La regina dei vampiri (Vampire Circus), regia di Robert Young (1972)
- Il meraviglioso Mr. Blunden (The Amazing Mr. Blunden), regia di Lionel Jeffries (1972)
- Giubbe rosse, regia di Joe D'Amato (1974)
- Fase IV: distruzione Terra (Phase IV), regia di Saul Bass (1974)
- El vicio y la virtud, regia di Francisco Lara Polop (1975)
- A Venezia muore un'estate (Largo retorno), regia di Pedro Lazaga (1975)
- I quattro dell'apocalisse, regia di Lucio Fulci (1975)
- La terza mano (Schizo), regia di Pete Walker (1976)
- La nave dei dannati (Voyage of the Damned), regia di Stuart Rosenberg (1976)
- Il prigioniero di Zenda (The Prisoner of Zenda), regia di Richard Quine (1979)

### Televisione
- Comedy Playhouse - serie TV, episodio Just Harry and Me (1971)
- Opportunity Knocks - serie TV, episodio The Script Writers Chart Show (1972)
- Doppia sentenza (Softly Softly: Task Force) - serie TV, episodio Anywhere in the Wide World (1972)
- No Exit - serie TV, episodio A Man's Fair Share of Days (1972)
- Keep an Eye on Denise, regia di Hy Averback (1973) - Film TV
- Follyfoot - serie TV, episodi The Bridge Builder (1973) e Uncle Joe (1973)
- Wessex Tales - serie TV, episodio A Tragedy of Two Ambitions (1973)
- Bruce Forsyth and the Generation Game - serie TV, episodio 2x17 (1973)
- The Pallisers - serie TV (1974)
- Play for Today - serie TV, episodio The Other Woman (1976)
- Spazio 1999 (Space: 1999) - serie TV, episodio 2x15 (1976)